# Astragalus misellus
Astragalus misellus är en ärtväxtart som beskrevs av Sereno Watson. Astragalus misellus ingår i släktet vedlar, och familjen ärtväxter.

## Underarter
Arten delas in i följande underarter:
- A. m. misellus
- A. m. pauper